# Koeberlinia spinosa
Espèce
Statut de conservation UICN

 LC  : Préoccupation mineure

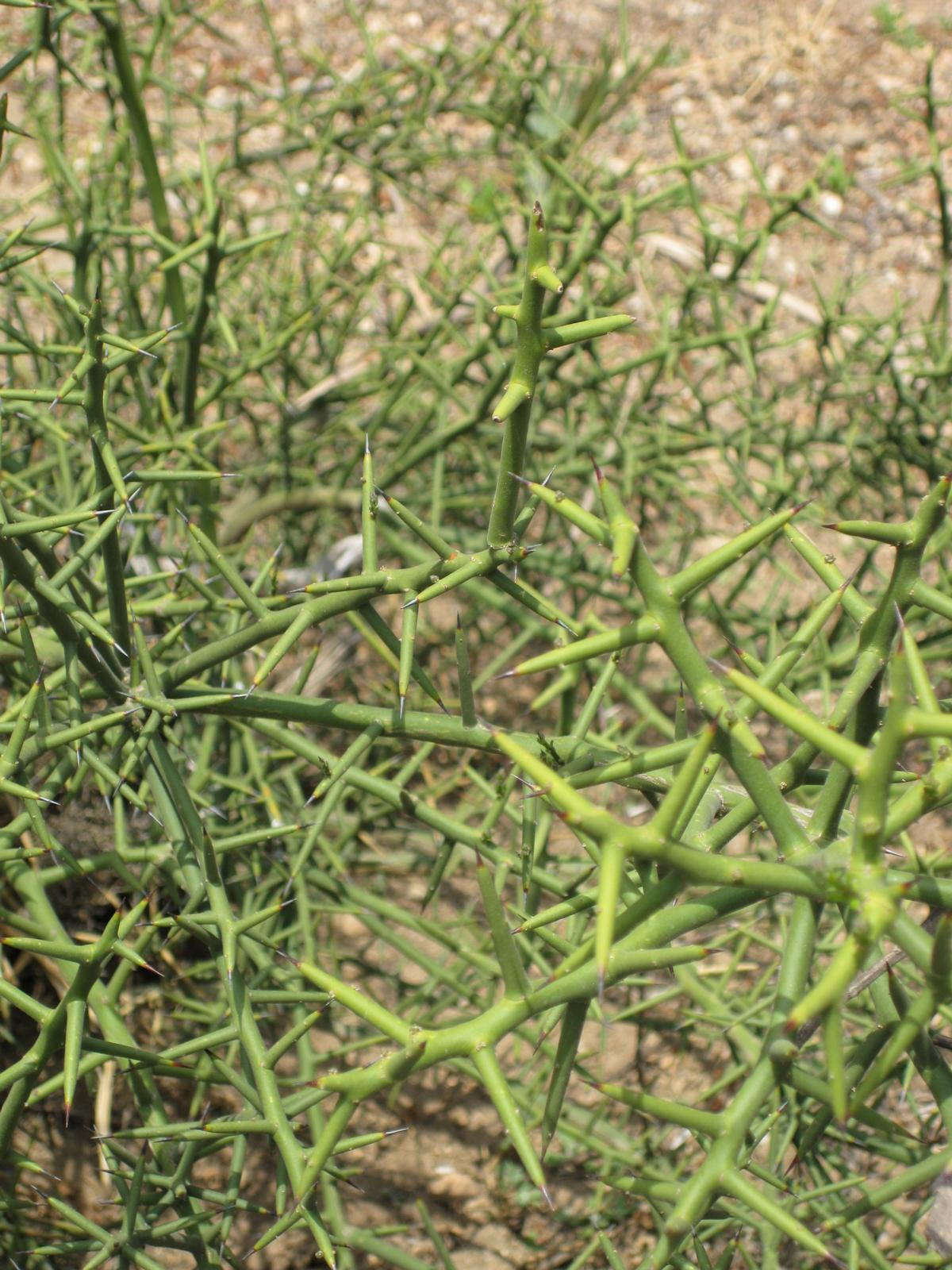
Épine de crucifixion.

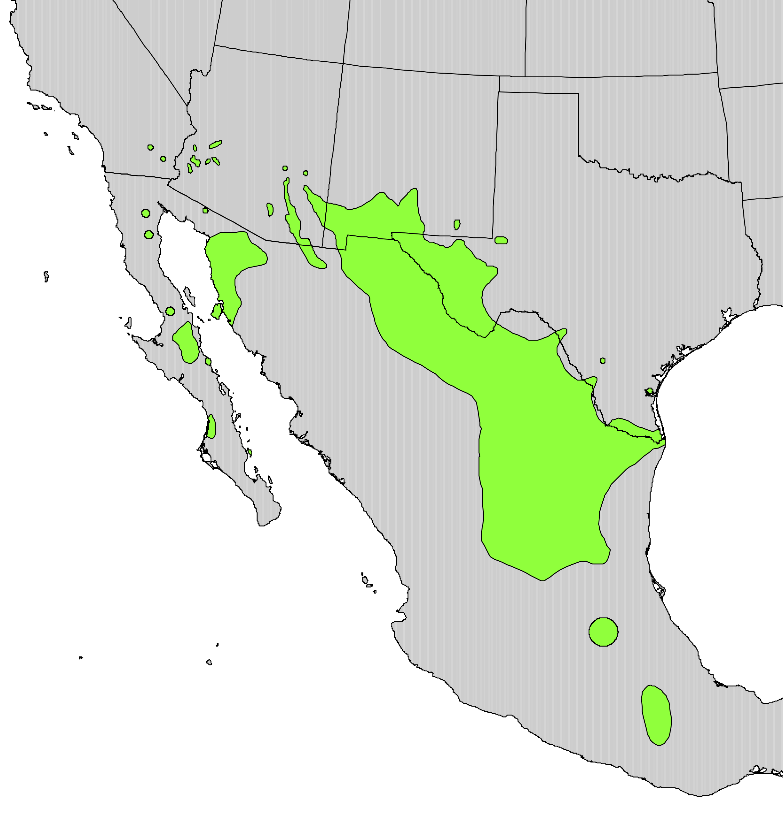
Carte de localisation.

Koeberlinia spinosa est une espèce de plantes à fleurs de la famille des Koeberliniaceae. C'est un arbuste originaire du sud-ouest des États-Unis et du nord du Mexique, connue sous plusieurs noms communs, notamment couronne d'épines', corne d'abondance, et épine de crucifixion.
C'est l'une des deux espèces du genre Koeberlinia, qui est parfois considéré comme le seul genre de la famille des plantes Koeberliniaceae est également considéré comme un membre de la famille des Capparaceae. 

## Description
Il s'agit d'un arbuste de taille moyenne à grande, s'étendant jusqu'à des hauteurs maximales de plus de 4 m. Il est entièrement vert pendant sa croissance et est composé de tiges droites enchevêtrées qui se ramifient plusieurs fois. L'extrémité de chaque branche rigide se rétrécit en une longue épine acérée. Les feuilles sont principalement rudimentaires et prennent la forme de minuscules écailles caduques. La plupart de la photosynthèse se produit dans les branches vertes de la tige. L'arbuste fleurit abondamment de fleurs blanches à blanc verdâtre. Les fruits sont des baies noires et brillantes de quelques millimètres de long, qui attirent les oiseaux.

## Répartition
Koeberlinia spinosa se rencontre dans les pays suivants : Mexique, États-Unis.
On le trouve dans les régions septentrionales du Plateau mexicain et, à l'est, dans les contreforts septentrionaux de la Sierra Madre Oriental. À l'ouest, elle s'étend dans le sud et le centre du désert de Sonora, ainsi que dans le sud et le sud-ouest de l'Arizona ; elle s'étend également dans trois régions de Baja California Sur-(partie du désert sonorien).

## Liste des variétés
Selon GBIF (26 décembre 2023) :
- Koeberlinia spinosa var. spinosa
- Koeberlinia spinosa var. tenuispina Kearney & Peebles
- Koeberlinia spinosa var. wivaggii W.C.Holmes, K.L.Yip & Rushing

## Systématique
Le nom correct complet (avec auteur) de ce taxon est Koeberlinia spinosa Zucc..
Koeberlinia spinosa a pour synonyme :
- Koeberlinia spinosa var. verniflora Bogusch